# Верховський Євген Федорович
Євген Федорович Верховський (27 листопада 1915 — 23 жовтня 1986) — радянський партизан часів Другої світової війни. Герой Радянського Союзу (1945).

## Життєпис
Народився в селі Наріжжя, нині Оболонської сільської громади Кременчуцького району Полтавської області в селянській родині. Рано залишившись без батьків, виховувався у дитячому будинку.
У 1931 році закінчив Охтирський автомобільний технікум, працював автомеханіком у гаражі Гомельського спиртотресту.
З початком німецько-радянської війни призваний до лав РСЧА, проходив службу водієм при армійському шпиталі. У листопаді 1941 року потрапив у полон, звідки здійснив втечу. Організував і очолив партизанську групу, яка займалась диверсіями на шосейних автошляхах Гомель — Брянськ і Гомель — Бахмач. Незабаром група увійшла до складу Чернігівського обласного партизанського загону під командуванням О. Ф. Федорова, який навесні 1942 року реорганізований у Чернігівсько-Волинське партизанське з'єднання. Восени 1942 року під час бою отримав важке поранення, був евакуйований для лікування в радянський тиловий шпиталь. Член ВКП(б) з 1943 року.
Після одужання у травні 1943 року призначений командиром партизанського загону «Червонний», що увійшов до складу партизанського з'єднання під командуванням М. І. Наумова. На чолі партизанського загону протягом липня — грудня 1943 року здійснив рейд по тилам супротивника.
Після закінчення війни вийшов у запас. Працював заступником директора Веселоподільського цукрового комбінату Семенівського району Полтавської області, а з 1951 року — директором Сальківського цукрового заводу Гайворонського району Кіровоградської області.
Мешкав у смт Салькове, де й помер.

## Нагороди
Указом Президії Верховної Ради СРСР від 2 травня 1945 року «за зразкове виконання бойових завдань командування в боротьбі проти німецько-фашистських загарбників у тилу супротивника та виявлені при цьому відвагу і героїзм й за особливі заслуги в розвитку партизанського руху на Україні» Верховському Євгену Федоровичу присвоєне звання Героя Радянського Союзу з врученням ордена Леніна і медалі «Золота Зірка» (№ 7484).
Також нагороджений орденами Червоного Прапора (07.03.1943), двома Вітчизняної війни 1-го ступеня (07.08.1944, 11.03.1985), Червоної Зірки, двома «Знак Пошани» і медалями.